# Pidonia tsukamotoi
Pidonia tsukamotoi är en skalbaggsart som beskrevs av Nobuhiko Mizuno 1978. Pidonia tsukamotoi ingår i släktet Pidonia och familjen långhorningar. Inga underarter finns listade i Catalogue of Life.